# Lambdasporium viridense
Lambdasporium viridense är en svampart som beskrevs av Nawawi 1985. Lambdasporium viridense ingår i släktet Lambdasporium, divisionen sporsäcksvampar och riket svampar.   Inga underarter finns listade i Catalogue of Life.